# Legge di Gompertz
La legge di Gompertz è un modello dinamico unidimensionale di popolazione studiato da Benjamin Gompertz.

## Studio analitico
Simile all'equazione logistica, il modello di Gompertz è formalizzato dall'equazione differenziale:
{\displaystyle {\frac {\mathrm {d} N}{\mathrm {d} t}}=-rN\ln {\left({\frac {N}{K}}\right)}}
dove N rappresenta la popolazione, mentre le costanti r e K rispettivamente il tasso di crescita ed il carrying capacity, ovvero il termine asintotico della popolazione (definito dalle risorse disponibili nell'ambiente).
La soluzione generale di tale equazione differenziale rappresenta l'equazione della legge di Gompertz. Risolvendo si ottiene:
{\displaystyle N(t)=Ke^{ce^{-rt}}}
Imponendo la condizione iniziale
{\displaystyle N(0)=N_{0}}
si ottiene il valore di c:
{\displaystyle c=\ln {\left({\frac {N_{0}}{K}}\right)}}.
Dalla formula si vede che il limite asintotico della funzione è K, ovvero:
{\displaystyle \lim _{t\to \infty }N(t)=K.}

## Interpretazione della legge
In un sistema che segue il modello di Gompertz si ha per popolazioni poco numerose rispetto alle risorse presenti nell'ambiente una crescita inizialmente esponenziale che in seguito si stabilizza, rallentando fino a diventare quasi lineare una volta che la popolazione si avvicina asintoticamente ad un valore di equilibrio.
Se invece la popolazione è superiore a quanta ne può sostenere l'ambiente, questa diminuisce fino a raggiungere uno stato di equilibrio.
La crescita dei tumori in un tessuto segue questa curva.